# Publio Valerio Faltone
Publio Valerio Faltone (latino: Publius Valerius Falto) (fl. III secolo a.C.) è stato un politico romano.

## Biografia
Fratello di Quinto Valerio Faltone, console dell'anno 239 a.C., fu a sua volta eletto console per l'anno 238 a.C. ed ebbe come collega Tiberio Sempronio Gracco.
In quell'anno i galli boi, dopo oltre mezzo secolo di pace con la repubblica romana, riaprirono le ostilità e si allearono con altre tribù galliche della valle Padana e con i liguri. A Faltone fu affidato il comando di una legione e gli fu ordinato di affrontare il nemico, ma nella prima grande battaglia fu sconfitto ed ebbe gravi perdite.
Dopo aver avuto la notizia della sconfitta, il Senato decise di inviare delle truppe di soccorso al comando del pretore M. Genucio Cipo. Considerando la cosa come una intromissione nella sua provincia, Faltone decise di attaccare i galli boi prima dell'arrivo dei rinforzi e questa volta ne uscì vincitore. Al suo ritorno a Roma gli fu negato il trionfo, proprio perché aveva attaccato con un esercito non completo, già precedentemente sconfitto e senza attendere i rinforzi.